# Cavidad torácica
La cavidad torácica es el espacio que se encuentra en el interior del tórax, separado del exterior por la caja torácica humana. Contiene numerosas estructuras anatómicas, entre ellas el corazón y los pulmones.

## Divisiones
La cavidad toracica puede dividirse en tres espacios, una porción central que se llama mediastino y dos espacios laterales que albergan cada uno de ellos un pulmón.

## Pulmón

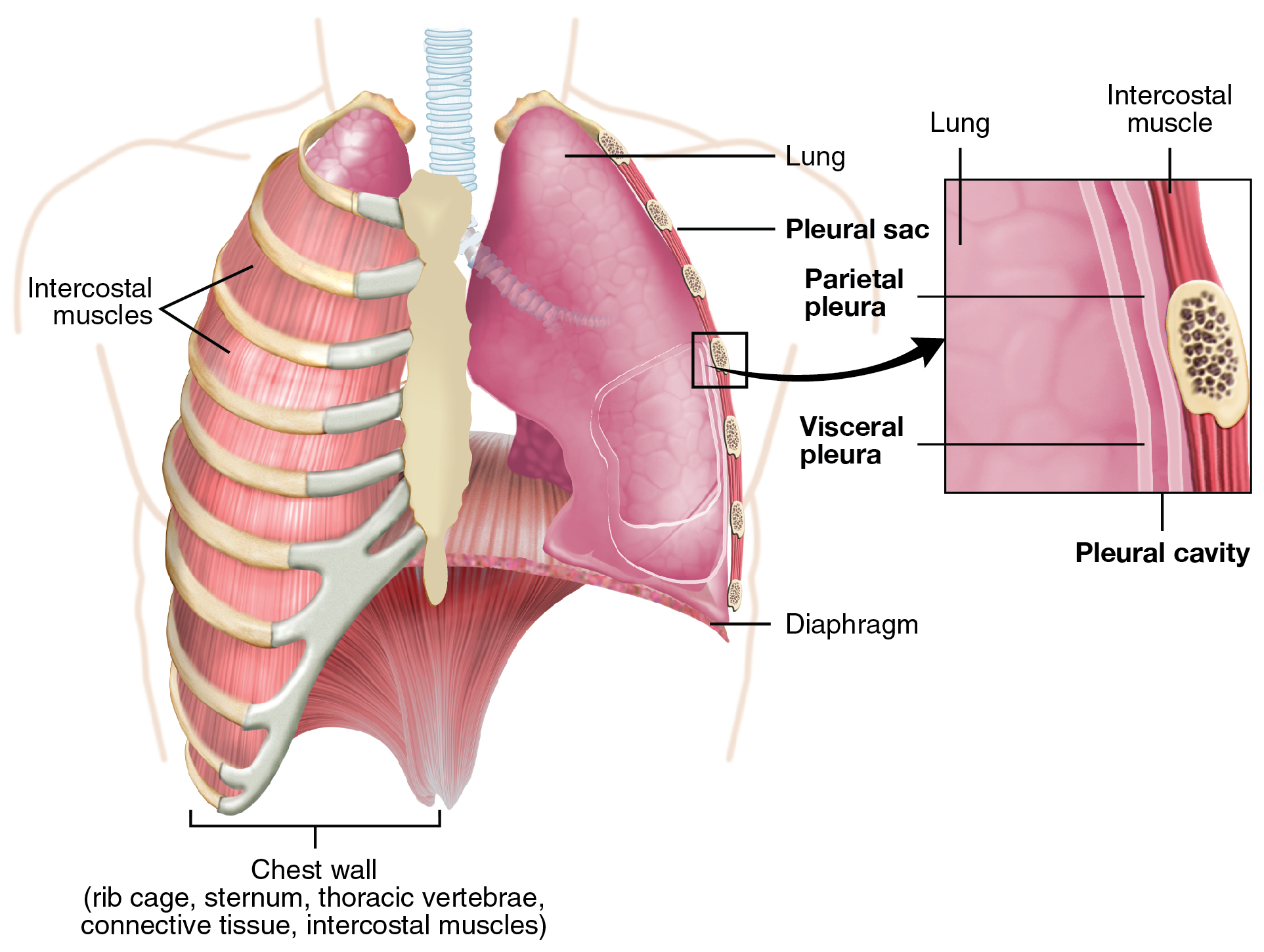
Pulmón y cavidad pleural.

Los pulmones están rodeados por una membrana de doble hoja llamada pleura, la capa más próxima al pulmón se llama pleura visceral y la que está en contacto con la pared torácica es la pleura parietal, entre las dos hojas existe una cavidad que se llama cavidad pleural.